# Cantón de Port-Louis
El cantón de Port-Louis era una división administrativa francesa, que estaba situada en el departamento de Morbihan y la región de Bretaña.

## Composición
El cantón estaba formado por nueve comunas:
- Gâvres
- Kervignac
- Locmiquélic
- Merlevenez
- Nostang
- Plouhinec
- Port-Louis
- Riantec
- Sainte-Hélène

## Supresión del cantón de Port-Louis
En aplicación del Decreto n.º 2014-215 de 21 de febrero de 2014, el cantón de Port-Louis fue suprimido el 22 de marzo de 2015 y sus 9 comunas pasaron a formar parte; cinco del nuevo cantón de Pluvigner y cuatro del nuevo cantón de Hennebont.